# دهستان ابوالفارس
دهستان ابوالفارس نام دهستانی در بخش ابولفارس شهرستان رامهرمز، استان خوزستان در ایران است. بر اساس سرشماری مرکز آمار ایران در سال ۱۳۹۵، جمعیت آن ۲۵۰۳ نفر (در ۶۸۹ خانوار) بوده‌است.که همگی آنها از ایل بهمئی و سادات وابسته به ایل بهمئی می‌باشند.

## مکان‌های تفریحی

### روستای سرچشمه
روستای سرچشمه در کنار شهرک ابوالفارس قرار دارد این روستا در پایین کوه بنگشتان است و جمعیت آن ۲۳۷ نفر می‌باشد. آبشار دوگچه و بارگاه امامزاده سید جمال‌الدین حسین از نقاط تفریحی و زیارتی روستای سرچشمه ابوالفارس می‌باشند.

### امامزاده سید جمال‌الدین حسین
آرامگاه امامزاده سید جمال‌الدین حسین در روستای سرچشمه از توابع ابوالفارس است که در کنار چشمه‌های آب شیرین، و آبشارها و باغ‌ها قرار گرفته است. امامزاده سید جمال‌الدین حسین منسوب به امام چهارم شیعیان که بارگاه آن در پایین‌تر از سرچشمه و در ارتفاعی بالاتر و چشم‌انداز طبیعی رودخانه و زمین‌های زراعی آبی قرار گرفته است و امکانات مناسبی برای سیاحت و زیارت همزمان فراهم نموده است.